# José Casas (ciclista)
José Casas García, nacido el 21 de marzo de 1945 en Almería, es un ex ciclista profesional español. Fue profesional entre 1971 y 1976 ininterrumpidamente.

## Palmarés
1970
- Cinturón a Mallorca, más 1 etapa
- 2º en la Vuelta a Cantabria
- 3º en la Vuelta a Navarra

1974
- 1 etapa de la Vuelta a los Valles Mineros
- 1 etapa de la Semana Catalana de Ciclismo[1]

1975
- 1 etapa de la Vuelta a Cantabria
- 1 etapa de la Vuelta a Asturias

## Resultados en Grandes Vueltas y Campeonato del Mundo
Durante su carrera deportiva ha conseguido los siguientes puestos en las Grandes Vueltas y en los Campeonatos del Mundo en carretera:
| Carrera         | 1971 | 1972 | 1973 | 1974 | 1975 | 1976 |
| --------------- | ---- | ---- | ---- | ---- | ---- | ---- |
| Giro de Italia  | -    | -    | -    | -    | -    | -    |
| Tour de Francia | -    | -    | -    | -    | 36º  | Ab.  |
| Vuelta a España | -    | -    | 42º  | 33º  | -    | -    |
| Mundial en Ruta | -    | -    | -    | -    | -    | -    |

-: No participa

Ab.: Abandono

## Equipos
- Werner (1971-1972)
- Monteverde (1973-1974)
- Super Ser-Zeus (1975-1976)